# 中星十六号
中星十六号（实践十三号）卫星是由中国航天科技集团公司下属中国卫星通信集团有限公司和中国空间技术研究院研制的通信卫星，于2017年4月12日19时04分，在西昌卫星发射中心通过长征三号乙运载火箭发射进入地球轨道。它是中国首颗高通量通信卫星，测试阶段后将以“中星16号”为名在轨运行。

## 任务
实践十三号提供Ka频段宽带多媒体通信商业服务，通信总容量达20Gbps。卫星运行在地球靜止軌道，定点于东经110.5度，提供26个用户波束，覆盖中国及近海区域。实践十三号采用电推进，携带100公斤氙气就能提供15年在轨运行的动力。
实践十三号的设计寿命为15年，着重用于远程教育、医疗、互联网接入、机载和船舶通信等领域，也为偏远地区提供优良的宽带信号服务。